# Meszcze
Meszcze – północno-wschodnia część Piotrkowa Trybunalskiego. Niegdyś odrębna wieś, w granice administracyjne miasta włączona w 1983 roku. Rozpościera się wzdłuż ulicy Witosa z centrum przy jej skrzyżowaniem z ulicami Łąkową i Wolborską.

## Historia
Wieś królewska w starostwie piotrkowskim w powiecie piotrkowskim województwa sieradzkiego w końcu XVI wieku.
Od 1867 w gminie Uszczyn w powiecie piotrkowskim w guberni piotrkowskiej. Od 1919 w woj. łódzkim. Tam 19 października 1933 utworzono gromadę o nazwie Meszcze w gminie Uszczyn, składającej się ze wsi Meszcze, nadleśnictwa Meszcze i trzech gajówek Meszcze.
Podczas II wojny światowej Meszcze włączono do Generalnego Gubernatorstwa (dystrykt radomski, powiat Petrikau), nadal w gminie Szydłów. W 1943 roku liczba mieszkańców wynosiła 251. Na łąkach w Meszczach znajdowało się lądowisko dla samolotów Wojska Polskiego (w 1989 utworzono tu rezerwat przyrody Meszcze, na którego terenie rośnie powyżej 100 ponad dwusetletnich dębów). 9  czerwca 1942 grupa żołnierzy Gwardii Ludowej pod dowództwem Franciszka Zubrzyckiego „Małego Franka” napadła na leśniczówkę w Meszczach. Podczas akcji ranny został niemiecki nadzorca. Leśniczy Jeremi Kozłowski, członek ZWZ-AK wydał partyzantom mapy, dubeltówkę i 5000 zł. Następnie grupa "Małego Franka" miała uderzyć na zamieszkałą w dużej części przez volksdeutschów wieś Polichno celem dokonania zemsty za gnębienie Polaków. Następnego dnia (10 czerwca) z rana pojawiły się jednostki żandarmerii niemieckiej, ściągnięte z Tomaszowa, Piotrkowa i Częstochowy. Po spotkaniu obu stron rozpoczęła się krótka walka. Oddział gwardzistów stracił w niej trzech ludzi, a „Mały Franek” został ranny.
Po wojnie ponownie w województwie łódzkim i powiecie piotrkowskim, jako jedna z 13 gromad gminy Uszczyn. W związku z reorganizacją administracji wiejskiej jesienią 1954, Meszcze weszły w skład nowej gromady Raków, a po jej zniesieniu 31 grudnia 1959 – do gromady Poniatów.
Od 1 stycznia 1973 w nowo utworzonej gminie Piotrków Trybunalski w powiecie piotrkowskim. 1 lutego 1977 gminę Piotrków Trybunalski zniesiono, a Meszcze wraz z obszarem lasów państwowych Nadleśnictwa Piotrków Trybunalski (108 ha) włączono do gminy Wolbórz (w latach 1992–1999 w pozostałościach po dawnym Nadleśnictwie Meszcze mieściła siedziba nieistniejącego dziś już klubu sportowego KS Mieszczok). 
W latach 1975–1983 miejscowość należała administracyjnie do województwa piotrkowskiego.
1 grudnia 1983 obszar sołectwa Meszcze wyłączono z gminy Wolbórz i włączono do Piotrkowa Trybunalskiego.